# Giovanni Colombo
Giovanni Colombo (Caronno Pertusella, 6 december 1902 - Milaan, 20 mei 1992) was een Italiaans geestelijke en kardinaal van de Katholieke Kerk.
Colombo was de zesde van zeven kinderen van Enrico en Luigia Colombo-Millefanti. Zijn moeder werkte als naaister. Colombo ging op school bij de Zusters van de Onbevlekte Ontvangenis in Ivrea en vervolgens studeerde hij aan de seminaries van Seveso, Monza en Milaan. Hier promoveerde hij in 1926 in de theologie en in 1932 in de letteren. Hij werd op 29 mei 1926 tot priester gewijd en ging vervolgens aan het werk als professor op het seminarie in Seveso. In 1931 werd hij hoogleraar Italiaanse Letterkunde aan het seminarie van Venegono Inferiore. Hij doceerde ook welsprekendheid en was van 1939 tot 1953 rector van het seminarie. Hij gaf daar onder andere les aan Giacomo Biffi, Luigi Giussani en Enrico Manfredini. Op 7 december 1948 verhief paus Pius XII hem tot monseigneur en in 1953 werd hij rector van het seminarie in Milaan. Hij diende de later zalig verklaarde aartsbisschop Alfredo Ildefonso Schuster de laatste heilige sacramenten toe.

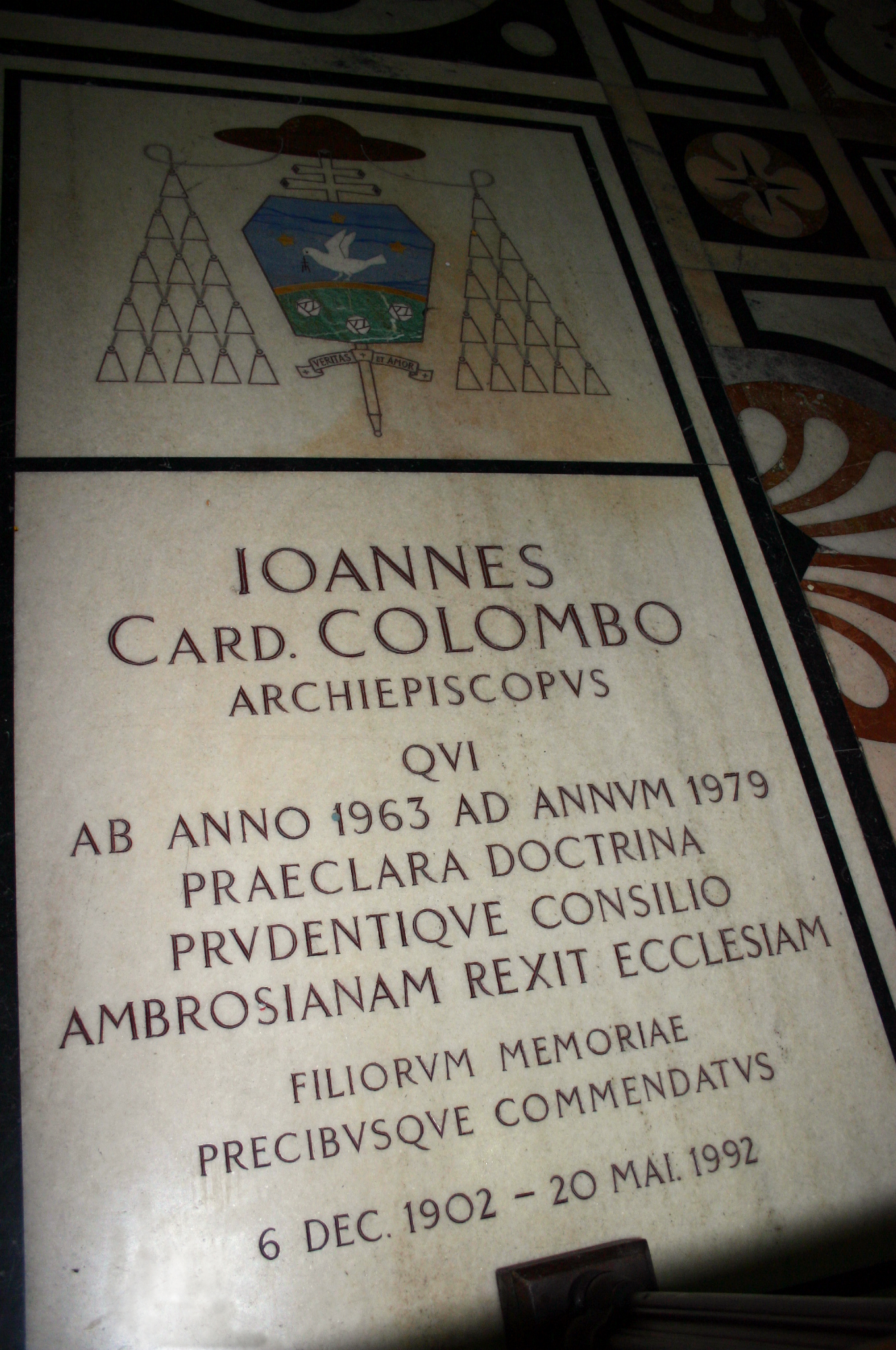
Graf van Giovanni kardinaal Colombo in de Dom van Milaan

Op 25 oktober 1960 benoemde paus Johannes XXIII Colombo tot titulair bisschop van Philippopolis in Arabië en tot bisschop-coadjutor van Milaan, onder aartsbisschop Giovanni Battista Montini, de latere paus Paulus VI, die de hoofdcelebrant was tijdens de consecratie van mgr. Colombo. Hij nam deel aan het Tweede Vaticaans Concilie en werd door paus Paulus VI benoemd als diens opvolger als aartsbisschop van Milaan. Tijdens het consistorie van 22 februari 1965 werd hij kardinaal gecreëerd. De San Martino ai Monti werd zijn titelkerk.
Kardinaal Colombo nam deel aan de conclaven van augustus en oktober 1978 waarbij respectievelijk paus Johannes Paulus I en Johannes Paulus II werden gekozen. 
Hij stierf op 89-jarige leeftijd en werd begraven in de Dom van Milaan.
- Bibliothèque nationale de France: cb125008026 (data)
- Catàleg d'autoritats de noms i títols de Catalunya: 981058510534906706
- Gemeinsame Normdatei: 124991610
- International Standard Name Identifier: 0000 0001 2278 0536
- Library of Congress Control Number: n84185825
- Nationale Bibliotheek van Tsjechië: jo20191029509
- Nationale Bibliotheek van Israël: 987007357753405171
- Nederlandse Thesaurus van Auteursnamen: 321846028
- Istituto Centrale per il Catalogo Unico: CFIV003414
- Système universitaire de documentation: 140336648
- Virtual International Authority File: 32102657
- WorldCat: E39PBJxd68y4YK7xKTCjwhGGpP